# بانو (مجموعه تلویزیونی)
بانو نام مجموعه تلویزیونی به کارگردانی فرید سجادی حسینی در سال ۱۳۸۸ ساخته شده‌است.

## خلاصه داستان
مردی شیکپوش همراه زنی به نام بانو پس از ۲۰ سال به شهری وارد می‌شوند بعدها مشخص می‌شود توسط جماعتی از مردمان همین شهر به بانو ستمی رفته‌است. اکنون بانو جهت گرفتن انتقام به شهرخود بازگشته است. دراین رهگذر اتفاقاتی به وقوع می‌پیوندد که شهربانی و مردم نیز در آن دخیل می‌شوند. در این سریال، ماجرای کشف حجاب و جریان ممنوعیت مجالس مذهبی در دوران رضاخان مورد بررسی قرار می‌گیرد.

## بازیگران
- داریوش ارجمند
- سیاوش طهمورث
- فریبا کوثری
- ساره بیات
- زهرا سعیدی
- محمدعلی ساربان
- محمد الهی
- مینا جعفرزاده
- صدیقه کیانفر
- شهاب کسرائی
- کاوه خداشناس
- امیریل ارجمند